# Alfonso Virgen Meza
Alfonso Virgen Meza (n. 20 de agosto de 1889 - † 29 de enero de 1975).
Nació el 20 de agosto de 1889 en Ezatlán, estado de Jalisco, México. Peleó en el Ejército Constitucionalista como Teniente de Infantería y luego entrenó como piloto aviador militar e instructor de vuelo. Alfonso Virgen realizó el primer vuelo nocturno en Latinoamérica y más tarde, se le designó como subdirector de la Escuela Militar de Aviación. En los 30s, modernizó el entrenamiento de pilotos mexicanos para la navegación aérea por instrumentos, incluyendo el uso de simuladores electrónicos.

## Infantería
Carpintero de profesión, el 1 de marzo de 1915, se le da de alta como Teniente de Infantería en el Ejército Constitucionalista encabezado por el General Álvaro Obregón y Venustiano Carranza en su lucha contra Victoriano Huerta, que derrocó al presidente electo Francisco I. Madero.
Concurrió a diversos combates en contra de fuerzas villistas en Veracruz, Hidalgo, Pachuca y Guanajuato, así como en el Estado de México en contra de fuerzas zapatistas. En octubre de 1915 fue ascendido a Capitán 2.º de Infantería por méritos en campaña, y con ese grado, solicitó ser dado de baja.

## Fuerza Aérea Mexicana
El día de 21 de febrero de 1918, se enlistó como cadete de la Escuela Militar de Aviación, recibiendo su diploma de Piloto Aviador cinco meses más tarde, el día 21 de julio, cuando el presidente Carranza hizo la entrega de los diplomas de Piloto Aviador a los 13 primeros alumnos titulados en México. A Alfonso Virgen le correspondió el diploma número 11. Recibieron títulos además de él, los Tenientes Carlos Santa Ana, Fernando Proal, Jorge H. Bernard y Luis Preciado de la Torre, entre otros.
El 18 de octubre de ese mismo año, Alfonso Virgen efectuó un vuelo nocturno de 45 minutos sobre el valle de la Ciudad de México, el primero que se realiza en Latinoamérica.
En el 28 de febrero de 1919 se le nombró Comandante de la 3.ª Flotilla Aérea, y bajo las órdenes del General de División Manuel M. Diéguez y se le ordena de partir inmediatamente hacia a las costas de Tampico y Veracruz en la campaña contra los rebeldes al mando de Manuel Peláez. La flotilla al mando de Virgen fue integrada por los Tenientes Rafael Montero, Felipe H. García y Manuel Sánchez Peralta. Después de varios vuelos de observación y bombardeo, regresaron a la Ciudad de México el 5 de junio de 1919.
El 16 de abril de 1920, viajó a los Estados Unidos por diez semanas para hacer estudios prácticos sobre la aviación. El 1 de septiembre de 1920 se le comisionó como ayudante de instrucción aérea bajo las órdenes de los nuevos instructores extranjeros, el estadounidense Ralph O'Neill, el alemán Fritz Bieler y el instructor francés Joe Ben Lievre. Ralph O’Neill fue designado instructor en jefe de la Escuela Militar de Aviación y puesto a las órdenes del General Gustavo Salinas. Los instructores Mexicanos fueron Alberto Salinas Carranza, Horacio Ruiz Gaviño y los hermanos Juan Pablo Aldasoro Suárez y Eduardo Aldasoro Suárez.
El 11 de octubre de 1920, Virgen es designado subdirector de la Escuela Militar de Aviación y el 1.º de diciembre del mismo año, obtiene el grado de Capitán lº. Piloto Aviador. Cuando en 1921 el Coronel O'Neill viaja a Inglaterra y Francia a comprar aviones Avro y Farman para la Fuerza Aérea Mexicana, se le dio el cargo temporal de Director de la Escuela Militar de Aviación. Cuando los aviones bimotores franceses Farman F.50 llegaron a México en noviembre de 1921, se le nombró Comandante del Escuadrón Bimotor de Bombardeo.

## Deserción
El 7 de diciembre de 1923 se levantó el expresidente Adolfo de la Huerta en un golpe militar llamado rebelión delahuertista en contra del gobierno de Álvaro Obregón, tomando como argumento el Tratado de Bucareli y que Obregón pretende llevar a la presidencia al General Plutarco Elías Calles. Junto con Adolfo de la Huerta, se sublevó aproximadamente el sesenta por ciento del ejército nacional, incluyendo a Alfonso Virgen Meza.
El 11 de enero de 1924, se le ordena realizar un vuelo de exploración sobre Amozoc, Puebla y Tehuacán y que regresara a su base. El Comandante Virgen despegó al mando del bombardero pesado Junker n.º 1 E-81 de cuatro pasajeros, llevando como observadores a los Tenientes pilotos Eliseo Martín del Campo, Andrés de la Sierra y al mecánico Agustín Alfaro. Mientras sus compañeros realizaban observación y arrojaban propaganda impresa sobre las líneas enemigas, Alfonso Virgen los sorprendió aterrizando tranquilamente en la Estación Esperanza en campo rebelde, y declaró a los delahuertistas que desertaban del lado federal para unirse a los rebeldes. Los compañeros de Virgen, asombrados, se quedaron callados y se escaparon varios días más tardea para reincorporarse a su división federal.
A Virgen, se le levantó un Acta de Policía Judicial Militar por pasarse al enemigo con material de guerra propiedad de la Nación durante el desempeño de un servicio en campaña.
La rebelión delahuertista fue aplastada en febrero de 1924 y Virgen se escapó a los Estados Unidos vía Cuba. Virgen permaneció en los Estados Unidos por once años, donde trabajó como ebanista en la fábrica de simuladores de vuelo marca Link.

## Amnistía
En 1936 se le otorgó amnistía, Virgen regresa a México y solicita se le conceda reingresar al Ejército Nacional. Esto se le concede y se le otorga la Patente de Teniente de Aeronáutica Piloto Aviador. En 1938 fue enviado a los Estados Unidos para adquirir los conocimientos necesarios en la fábrica de simuladores de vuelo Link Aviation Devices en Nueva York, sobre el mecanismo del equipo, así como entrenarse en técnicas vuelo por instrumentos y radio orientación. A su regreso, el director de la Escuela Militar de Aviación, teniente coronel P.A. Luis Farell Cubillas, lo designa profesor de Táctica Aérea del propio plantel, así como profesor de Vuelo por Instrumentos y Radio Orientación.
Alfonso Virgen Mesa se jubiló del servicio activo el 1 de marzo de 1958 y falleció el 29 de enero de 1975 en la Ciudad de México.